# Svitlodarsk
Svitlodarsk (ukrainsk: Світлодарськ; russisk: Светлодарск) er en by af distriktsmæssig betydning i Bakhmut-regionen, Donetsk oblast (provins) i Ukraine. Byen har en befolkning på omkring 11.281 (2021).
Det er en industriby, bygget som hjemsted for det kulfyrede Vuhlehirska kraftværk.
I Krigen i Donbass (der startede i foråret 2014) lå byen tæt på frontlinjen med den separatistiske Folkerepublikken Donetsk .
Den 24. maj 2022, under  Ruslands invasion af Ukraine 2022, blev byen erobret af russiske styrker som en del af Slaget om Donbas.